# Anatomia, Histologia, Embryologia
Anatomia, Histologia, Embryologia: Journal of Veterinary Medicine Series C (ook Zentralblatt für Veterinärmedizin. Reihe C) is een internationaal, aan collegiale toetsing onderworpen wetenschappelijk tijdschrift op het gebied van de anatomie, morfologie en diergeneeskunde. De naam wordt in literatuurverwijzingen meestal afgekort tot Anat. Histol. Embryol. Het wordt uitgegeven door Wiley-Blackwell namens de World Association of Veterinary Anatomists en verschijnt 4 keer per jaar.